# 白羽毛
白羽毛（英語：white feather）是一个宣传标志。在英国，它象征懦弱或自觉的和平主义。

## 作为懦弱的象征
根据《牛津英语词典》，“白羽毛”作为懦弱的象征可追溯至18世纪末。词典编纂者弗朗西斯·格罗斯在1785年的《粗俗语言古典词典》中写道：“白羽毛，他有一根白羽毛，他是个懦夫——这一说法源于斗鸡，若公鸡羽毛中夹杂白色，则证明其非纯种斗鸡血统。”这一隐喻源自乔治时代英格兰盛行的斗鸡活动。

### 十字军东征时期
第三次十字军东征期间，英国和法国会羞辱未参战的男性。“许多人互相赠送羊毛和纺纱杆，暗示若不加入这场军事行动，就只配做女人的活计。”

### 第一次世界大战

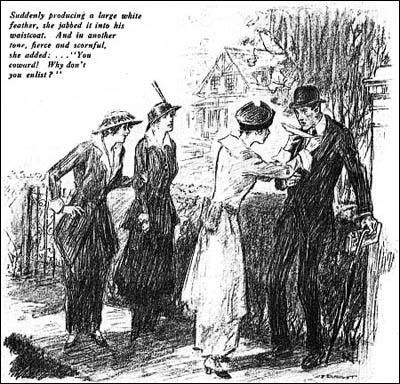
《白羽毛：英格兰征兵速写》（阿诺德·贝内特，1914年）

第一次世界大战初期，征兵制的坚定支持者、曾任海军上将的查尔斯·菲茨杰拉德为了扩军，于1914年8月30日在其家乡福克斯通组织30名女性向未穿军装的男性分发白羽毛。他创立的组织由此被称为“白羽毛旅”，成员包括作家艾玛·奥希兹和玛丽·奥古斯塔·沃德。白羽毛运动的参与者包括著名的妇女参政论者埃米琳·潘克赫斯特。

## 作为和平的象征
白羽毛也被某些和平主义组织作为“非暴力”的象征。
1870年代，主张消极抵抗的毛利先知蒂·惠提·欧·朗格迈（Te Whiti o Rongomai）曾鼓励帕里哈卡（Parihaka）的追随者佩戴白羽毛。
1937年，英国“和平誓约联盟”售出500枚白羽毛徽章作为和平象征。

## 其他含义
在美国，白羽毛是勇气、毅力和卓越射击技术的象征。最著名的佩戴者是卡洛斯·哈斯考克，越南战争时期的美国海军陆战队狙击手。